# 芝生迷路
芝生迷路（しばふめいろ、英語: turf maze）とは、短い草や芝の平らな部分に複雑な道を切り開いて作られた迷路である。溝を掘って区切られ、畦のような部分が道である。芝迷宮と呼ばれることもある。
| 古典古代の迷路 |  | 中世の迷路 |
| 古典古代の迷路 |  | 中世の迷路 |

イギリスには芝生迷路が多いが、そのほとんどは古典古代のレイアウトかそこから派生した後に複雑化した中世のレイアウトを基準に作られている。

## 歴史
ブリテン諸島で古典古代のパターンが使われた最古の例は、550年頃にアイルランドのウィックロー県にある花崗岩に刻まれたものとされている。ティンタジェル近郊のロッキー・バレーには、岩の崖の表面に刻まれた2つの小さな古典古代の迷路が存在し、その年代は青銅器時代、6世紀初頭、17世紀後半など、諸説がある。

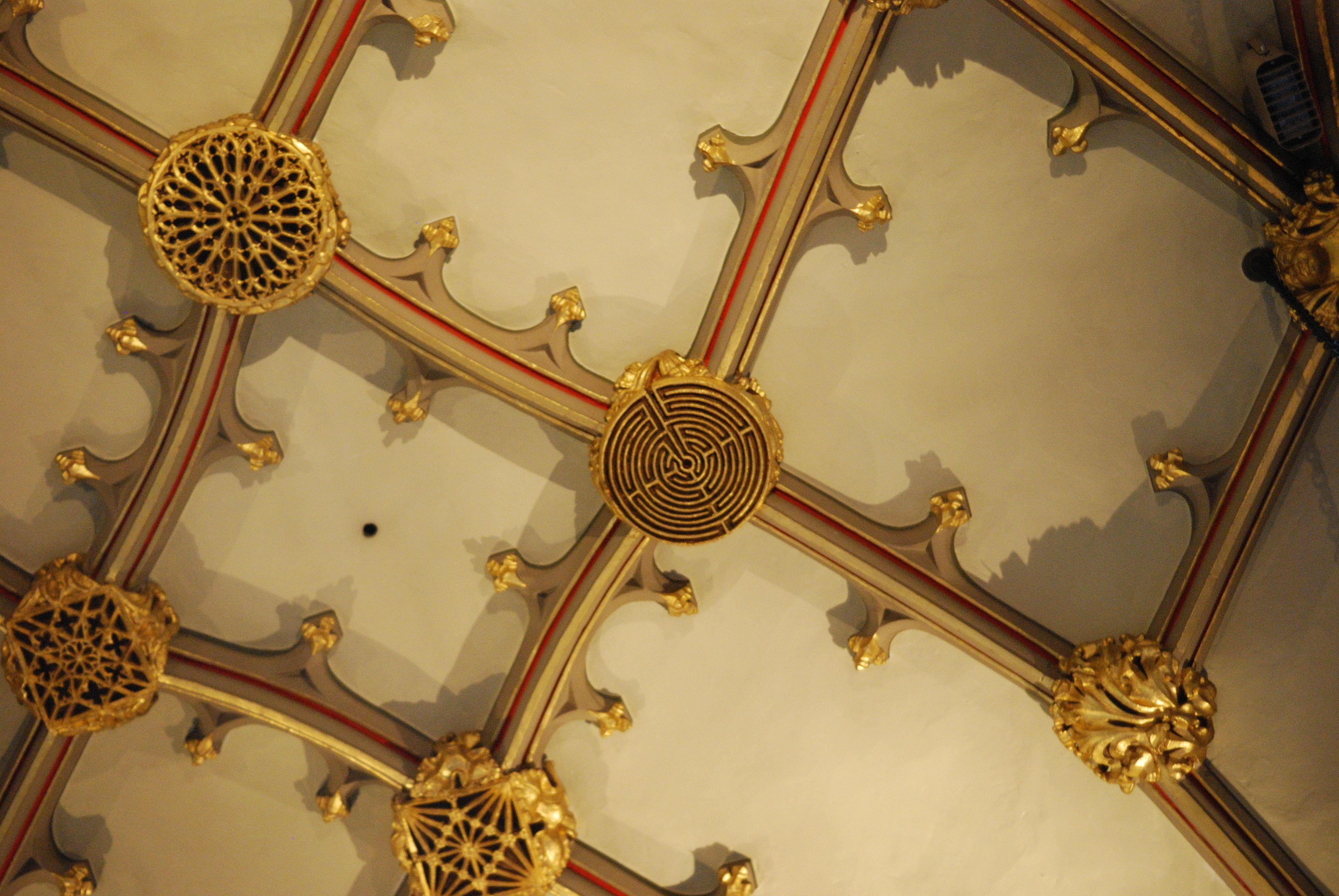
聖メアリー ・レッドクリフ教会のキーストーン

中世の模様は、ブリストルの聖メアリー ・レッドクリフ教会にある15世紀に作られた木製のキーストーンに見られる。
以上から迷路の模様が非常に古いのは明らかだが、芝の迷路の正確な年代を測定する信頼度の高い方法は無い。芝の迷路は定期的に切り直さなければならず、考古学的証拠が乱されるからである。
歴史的には、芝の迷路は北ヨーロッパの中でも特にイギリス、ドイツ、デンマークに限られていた。スカンディナヴィア、ラップランド、アイスランド、旧ソビエト連邦には何百もの同様の芝の迷路が残っているが、迷路の道は芝の上か岩肌の平らな部分を石で区切って作られていた。この中には非常に古いものもある。
テューダー朝時代以降、芝の迷路が娯楽目的で使用されていたのは確かである。ウィリアム・シェイクスピアが作った喜劇『夏の夜の夢』第2幕第1場の中で、ティターニアはこう言及している。
本作が書かれた時期は1594年から1596年の間頃だと考えられている。同じくシェイクスピアの残した戯曲『テンペスト』にも2度芝の迷路は登場する。
イギリスでは田舎の芝に迷路を作り、春分の頃に男女が踊り遊ぶ風習が17世紀迄残っていた。
1822年のTransactions of the Cymmrodorion, Or Metropolitan Cambrian Institutionでは、芝の迷路やクノッソスの硬貨に描かれている迷路は、古代の太陽崇拝者が考えた太陽の道に関連しているとした。
1858年、ウィリアム・H・マウンジーは1740年に出版されたウェールズの歴史書、Drych y Prif Oesoeddの中にある、昔ウェールズの羊飼い（英: shepherd）の間で行われていた奇妙な習わしの記述に注目した。この習わしでは、芝に「caerdroia」すなわちトロイの壁または城塞と呼ばれる形の迷路を刻む。マウンジーは、この名前はトロイの都市を意味する「caerdroia」と曲がりくねった都市を意味する「caer y troiau」が似ているとして、ウェールズ人由来の後付けの名前だとする暫定的な結論を出した。これに対し、エドワード・トロロープはこの迷路がイングランド中に広く分布している点に言及し、古代のウェールズ人に由来するものであれば、少なくともその痕跡が発見されると思われるブルターニュにまったく存在しないのはなぜかと指摘した。加えて、「トロイの町」の名称はテューダー朝の時代に初めて付けられたもので、伝説のトロイになぞらえ、中心部へ到達するのに乗り越えなければならない困難を示す目的で使われた言葉だと述べている。トロロープは芝の迷路を元々は教会関係者が懺悔のために作ったものであるとの見解を示しており、この見解は彼の死後も否定されていない。トロロープはこの主題に関する学術報告の中で、聖アンナの丘の迷路に、服を着てひざまずいた2人の人物が懺悔のために巡回している様子を描いたスケッチを模写している。しかし、トロロープの結論は推論であり、直接的な証拠は存在しない。
ランド・アートやガーデンデザインと地球の神秘性への関心の高まりから、20世紀後半になって迷路や迷宮への興味が回復し、アメリカやヨーロッパで新たに多種多様な芝の迷路が作られ始めた。

## 名称
芝の迷路で「シェパーズ・レース」、「ジュリアンズ・バウアー」、「トロイの町」、「ミズメイズ」などの名が付いたものが、イングランドの様々な州で見られる。
シェパーズ・レース
以前、ノーサンプトンシャーのボートンには、廃墟となった洗礼者ヨハネ教会の近くに直径約11メートルの芝の迷路があり、「シェパーズ・レース」や「シェパーズ・リング」と呼ばれていた。
この迷路を歩いて解くことは、1353年のエドワード3世の宣言から始まった6月24日から6月26日に行われる3日間のフェアの目玉行事だった。
1849年に出版されたG・N・ウェットンのWetton's Guide-book to Northampton and Its Vicinityには、この迷路は放置された状態であると書かれている。しかし、1860年にジョン・ナッソー・シンプキンソンが書いた小説The Washingtonsには、次の一節がある。
彼は丁度「羊飼いの迷宮」を踏んでいた。複雑な螺旋状の迷路が芝の上に描かれており、その曲がりくねった部分を1歩も間違えずに器用に、そして正確に辿れる自分の技術を自慢していた。 — ジョン・ナッソー・シンプキンソン、The Washingtons
この迷路は、第一次世界大戦中に訓練中の兵士たちによって破壊され、真横に塹壕が作られたため、その痕跡はほとんど残っていない。
ノース・ヨークシャーのリポンにも以前はシェパーズ・レースに似たデザインの迷路があったが、1827年に耕された。アセンビーには同じデザインの迷路が保存されていたが消滅した。1908年に出版されたEarthwork of Englandの中で、アーサー・ハドリアン・オールクロフトは、アセンビーの迷路について、それは「妖精の丘」と呼ばれる丘の頂上の窪みに沈んでおり、廃墟染みた状態でほとんどの人には知られていないが、知っている人は夏の夜に迷路を歩いて「妖精の歌声を聴くために」中央にひざまずいたと語っている。
アルクバラのジュリアンズ・バウアー
行政教区の1つでウーズ川とトレント川の合流点の東側にあるアルクバラには、保存状態が良好な芝の迷路が残っている。区内の丘の上には古代ローマの駐屯地の跡である四角い土塁「カウンテス・クローズ」があるが、丘の側面には盆地状の窪みがあり、そこに深さ約15センチメートル、直径約12メートルのジュリアンズ・バウアーが掘られている。
1866年に学術雑誌『ノーツ・アンド・クエリーズ』にアルクバラのジュリアンズ・バウアーに関する投稿をした「J. F.」は、60年前に他の人と一緒に迷路に出たり入ったりすることから生じる再三繰り返される喜びに生き生きとした印象を抱いたと語り、加えて、目に見えぬ未知の何かが協力している漠然とした確信の下に村人が迷路の周りでヴァルプルギスの夜を祝っているのを見たとも述べた。この漠然とした確信が追想に耽る老年の気紛れでないとすれば、民族の記憶の研究者に興味深い材料の断片を提供することになる。
ヨークシャーの古物商であるエイブラハム・ドゥ・ラ・プライムの書いた日記には、「ジリアンズ・ボア」の名でこの迷路に関する記述が存在する。日記には、ブリッグに向かって約9.6キロメートル離れたアップルビーにある「トロイの壁」と呼ばれる迷路に関しても書かれている。彼はこの2つの迷路を古代ローマの時代の気晴らしだと説明し、「地面に切り取られた大きな迷路とそれを囲むように築かれた丘に過ぎず、観客はその周りに座ってスポーツを見ていた。」と述べている。アップルビーの迷路はそこを通るローマ街道の近くにあったが、長い年月を経て消滅した。1834年にトマス・アレンがリンカンシャーの歴史を記したThe History of the County of Lincolnが出版された時には、すでにその痕跡は残っていない。
ホーンキャッスルのジュリアンズ・バウアー
18世紀の著名な好古家であるウィリアム・ステュークリが、「話題になっている」「ジュリアン・バウアー」と言及している。
この迷路は長い間農業の影響で痕跡が消されていたが、その場所で古代ローマ時代のものとされる多くの硬貨、腓骨、その他の遺物が発見されており、事実だとすればこの迷路はローマ時代の作品だとする説を裏付ける根拠になり得る。
トロイの壁
キングストン・アポン・ハル近くの迷路は、外形が十二角形で、直径約12メートル、幅約36センチメートルの草の道で作られていた。その設計はアルクバラのジュリアンズ・バウアーと似ているが、道は曲線ではなく直線だった。これは「トロイの壁」と呼ばれている。1815年のルドルフ・アッカーマンのThe Repository of Arts, Literature, Commerce, Manufactures, Fashions and Politicsには、この迷路のカラーイラストが掲載されている。
トロイの町
ドーセットのピンパーンには、以前唯一無二のデザインの迷路「トロイの町」があった。1686年、ジョン・オーブリーはこの迷路を「休日は大体若者や男子生徒が使っていた。」と書き残している。迷路の道の脇は高さ30センチメートルほどの畝に囲まれていた。迷路は1730年にプラウで破壊された。
同名の迷路はバー・レジスの近くにもあったとされる。
古い迷路
ラトランドのウィング近くに、ブリーモアのミズメイズに非常に似たデザインの迷路が良好な状態で維持されている。その南側には直径21メートル以上、高さ約121センチメートルの扁平なボウル型の墳丘墓がある。ジュリアンズ・バウアーの近くの土塁やこの墳丘墓の存在から、芝の迷路と古代の盛土に関連性があるとされるが、それを確立させるのに十分な証拠は発見されていない。
聖カタリナの丘のミズメイズ
ウィンチェスター郊外に位置する聖カタリナの丘には四角い「ミズメイズ」がある。ガイドブックには、休暇中に学校に拘束されていたウィンチェスターの少年が、この土塁を作ったりウィンチェスター・カレッジの校歌「Dulce Domum」を作曲したりして時間を潰したと説明される場合がある。
ブリーモアのミズメイズ
ハンプシャーにあるブリーモア・ハウス裏手の土地に、アルクバラのものと似たデザインの芝の迷路がある。この迷路も「ミズメイズ」と呼ばれ、幅が約91センチメートルの芝の道から構成されており、全体の直径は約26.5メートルにもなる。ウィルトシャーに突き出たハンプシャーの人口がまばらな地域の丘の上にあり、周囲を厚い雑木林に囲まれ、近隣には他にも多くの森があるため、地図を見ずに発見するのは少々困難である。

## 歴史的な芝の迷路

### イギリスの残存している迷路
芝の迷路は定期的に芝を刈り直して道を確保しなければならないために年代測定が難しい。イギリスには古いものとされる8個の芝の迷路が残っている。
| 名称                   | 原語表記                      | 所在地                                              | 画像 | 初出    |
| ---------------------- | ----------------------------- | --------------------------------------------------- | ---- | ------- |
| ジュリアンズ・バウアー | Julian's Bower Gillian's Bore | ノース・リンカンシャー アルクバラ                   |      | 1700年? |
| トロイ                 | Troy                          | オックスフォードシャー ソマートン                   |      | —       |
| トロイの都市           | City of Troy                  | ノース・ヨークシャー ダルビー＝カム＝スキューズビー |      | —       |
| 古い迷路               | The Old Maze                  | ラトランド ウィング                                 |      | —       |
| ミズメイズ             | Mizmaze Miz-Maze Miz Maze     | ハンプシャー 聖カタリナの丘                         |      | —       |
| ミズメイズ             | Mizmaze Miz-Maze Miz Maze     | ハンプシャー ブリーモア                             |      | —       |
| —                      | —                             | エセックス サフロン・ウォルデン                     |      | 1699年  |
| —                      | —                             | ケンブリッジシャー ヒルトン                         |      | 1660年  |

### イギリスの失われた迷路
| 名称                   | 原語表記                          | 所在地                                                  | 初出    |
| ---------------------- | --------------------------------- | ------------------------------------------------------- | ------- |
| シェパーズ・レース     | Shepherd Ring Shepherd's Race     | ノーサンプトンシャー ボートン                           | 1849年  |
| ジェリアン・バウアー   | Gelyan Bower                      | リンカンシャー ラウス                                   | 1544年  |
| ジュライ・パーク       | July Park St Julian's             | ノース・ヨークシャー ゴースランド                       | —       |
| ジュリアン・バウアー   | Julian Bower                      | リンカンシャー ホーンキャッスル                         | 18世紀  |
| トロイの壁             | The Walls of Troy                 | イースト・ライディング・オブ・ヨークシャー ホルダーネス | 1815年  |
| トロイの壁             | The Walls of Troy                 | カンブリア 沼                                           | 1815年  |
| トロイの壁             | Troy's Walls                      | リンカンシャー アップルビー                             | 1700年? |
| トロイの町             | Troy Town Troy Lane               | ケント エデンブリッジ                                   | —       |
| トロイの町             | Troy-town                         | サリー ギルフォード付近                                 | —       |
| トロイの町             | Troy-town                         | ドーセット ドーチェスター                               | —       |
| トロイの町             | Troy-town                         | ドーセット バー・レジス                                 | —       |
| トロイの町             | Troy-town                         | ドーセット ピンパーン                                   | 1686年  |
| バウアー               | Bower Troy-town                   | ケント ワルマー                                         | —       |
| ロビン・フッド・レース | Robin Hood's Race Shepherd's Race | ノッティンガム スネントン                               | —       |
| —                      | The Mazles                        | ケンブリッジシャー コンバートン                         | 1922年  |
| —                      | —                                 | ウィルトシャー ウェスト・アッシュトン                   | —       |
| —                      | —                                 | ウスターシャー マルバーン                               | —       |
| —                      | —                                 | オックスフォードシャー タッドマートン                   | —       |
| —                      | —                                 | グロスタシャー ドーバーの丘                             | —       |
| —                      | —                                 | ケント ウェスターアン                                   | —       |
| —                      | —                                 | サリー ウィンブルドン・コモン                           | —       |
| —                      | —                                 | ドーセット ライ                                         | 1868年  |
| —                      | —                                 | ノース・ヨークシャー アセンビー                         | 1908年  |
| —                      | —                                 | ノース・ヨークシャー ウィットビー付近                   | 1872年  |
| —                      | —                                 | ノース・ヨークシャー リポン                             | —       |
| —                      | —                                 | ノッティンガム クリフトン                               | —       |
| —                      | —                                 | ハートフォードシャー アシュウェル                       | 18世紀  |
| —                      | —                                 | ベッドフォードシャー メイデン・バウアー・ヒルフォート   | —       |
| —                      | —                                 | ラトランド リディントン                                 | —       |

### ヨーロッパの迷路
| 名称                   | 原語表記                                | 所在地                        | 画像 | 初出   |
| ---------------------- | --------------------------------------- | ----------------------------- | ---- | ------ |
| ダス・ラート           | Das Rad                                 | ドイツ ニーダーザクセン州     |      | 1642年 |
| シュヴィードゥンヒープ | Schwedenhieb Schwedenhugel Schwedenring | ドイツ テューリンゲン州       |      | —      |
| シュヴィードゥンガンク | Schwedengang Schwedenring Trojaburg     | ドイツ ザクセン＝アンハルト州 |      | —      |
| トロイアの城           | Trojienborg                             | スウェーデン · ヴェステロース | —    | 1764年 |